# Cú đấm Phúc Âm
Cú đấm Phúc Âm (Nhật: 1ポンドの福音 Hepburn: Ichi-Pondo no Fukuin) là một bộ truyện tranh manga sáng tác bởi tác giả Takahashi Rumiko. Bản tiếng Anh có tên One-Pound Gospel. Trên cốt truyện của bộ manga này, hãng Nippon Television đã dựng và phát sóng bộ phim truyền hình nhiều tập cùng tên từ tháng 1 năm 2008.

## Cốt truyện
Hatanaka Kosaku là một võ sinh tài năng của lò đấm bốc do thầy Mukoda chủ trì. Tuy nhiên anh lại là một người háu ăn và lên cân quá nhanh. Kosaku phải thi đấu với các võ sĩ ở hạng cân cao hơn và, hệ quả tất nhiên là kết quả thảm hại. Việc này không những khiến thầy Mukoda gặp rất nhiều phiền hà mà thậm chí nhiều người còn khuyên Kosaku bỏ nghề nếu anh còn ham ăn như vậy.
Kosaku gặp và nhanh chóng yêu một nữ tu xinh đẹp mang tên thánh là Angela. Mặc dù không yêu Kosaku, nhưng Angela cảm phục nghị lực và đam mê của người võ sinh, cô đã nhiệt tình giúp đỡ Kosaku trong việc khắc phục các khó khăn và điểm yếu của anh. Thế rồi, lửa gần rơm lâu ngày cũng bén, Angela cảm thấy trái tim mình dường như đã đập sai nhịp...

## Một số nhân vật chính
- Hatanaka Kosaku: nhân vật nam chính trong truyện. Anh là một võ sinh tài năng tại lò đấm bốc của thầy Mukoda, nổi tiếng với những cú đấm có uy lực thần sầu. Tuy nhiên, anh là một người háu ăn nên lên cân quá nhanh, thế nên anh buộc phải thi đấu và luyện tập ở quá sớm ở những hạng cân lớn, trong khi đó kinh nghiệm của Kosaku lại không theo kịp. Thành tích anh sa sút thảm hại đến mức thầy Mukoda đã từng yêu cầu anh bỏ cuộc. Tuy nhiên, vốn say mê môn đấm bốc, Kosaku không bao giờ bỏ cuộc và anh luôn cố gắng luyện tập hết mình để trở thành một võ sĩ vô địch.

Kosaku gặp và yêu nữ tu Angela ngay từ lúc đầu, anh nhanh chóng tỏ tình với cô nhưng Angela đã từ chối vì Angela là một nữ tu ngoan đạo. Với lại một người thiếu kiềm chế như Kosaku khó khiến Angela rời bỏ tu viện để đi theo mình được. Có điều, tình cảm giữa Angela dành cho Kosaku cứ thế tăng lên, một mô típ thường thấy trong các tác phẩm của Takahashi Rumiko.
- Nữ tu Angela: nhân vật nữ chính trong truyện. Cô là một nữ tu xinh đẹp tại tu viện Thánh Mary (St. Mary's Day Care). Tên thật của cô là Marie. Là một người ngoan đạo, cô đã từ bỏ một cuộc sống giàu sang nhung lụa ở gia đình để hiến dâng cuộc đời mình cho Chúa. Vì vậy, ban đầu tác phẩm, khó ai ngờ rằng một võ sĩ đấm bốc như Kosaku lại có thể lay động được trái tim Angela. Tuy nhiên, vì cảm phục niềm đam mê của Kosaku với môn đấm bốc cùng với nghị lực phi thường của anh, Angela đã hết lòng giúp đỡ Kosaku, việc đầu tiên là giúp anh bỏ thói quen háu ăn. Và rồi, Angela dần cảm nhận được rằng, mình đã yêu Kosaku tự lúc nào không hay. Nhưng việc này đã khiến Angela rất khó xử, vì giữa Kosaku và Chúa thì cô chỉ được chọn một mà thôi.
- Mizue: người dì của Angela. Trái với Angela, Mizue là một phụ nữ rất thích chưng diện, cô luôn luôn chọn mua những món trang sức đắt tiền nhất, quần áo sành điệu nhất và xe hơi tân tiến nhất. Thật ra, Mizue là một người tốt bụng. Đặc biệt cô rất quan tâm lo lắng cho đứa cháu Angela của mình, tuy nhiên trong vấn đề này Mizue hơi độc tài: cô luôn cho rằng mình luôn biết Angela thật sự cần gì, muốn gì, và thế là Mizue cừ nằng nặc đòi Angela đến xem mặt anh chàng đầu bếp đẹp trai Wakaoji do Mizue giời thiệu.
- Mukoda: huấn luyện viên tại lò đấm bốc mang tên mình và là thầy của Kosaku. Giống với Kosaku, ông là một người đam mê môn đấm bốc và có tinh thần trách nhiệm rất cao với môn thể thao này, đến mức khiến gia đình mình tan vỡ. Chính Mukoda là người khuyến khích Kosaku bỏ học để theo môn đấm bốc, nhưng mặt khác Mukoda hiểu rõ đây là một con dao hai lưỡi, vì vậy ông luôn làm mọi điều có thể để hướng dẫn cho Kosaku đi đúng con đường của một võ sĩ chân chính. Có điều Mukoda không có cách nào để kiềm chế thói háu ăn của cậu học trò, và càng không thể ngăn chặn tình cảm của anh dành cho Angela.
- Mẹ bề trên Abbess: trong khi các nữ tu khác hồi hộp theo dõi "cuộc tình" giữa Kosaku và Angela một cách thích thú, mẹ bề trên Abbess luôn ra mặt ngăn cản, vì bà cho rằng nhiệm vụ của mình là phải dẫn dắt Angela theo con đường đúng của Chúa. Bà cũng không ưa Kosaku do anh không thể hiện sự kính trọng đối với một nhân vật "đáng kính" như bà. Mặc dù là một người cực kì nghiêm khắc, nhưng mẹ bề trên Abbess luôn quan tâm lo lắng cho các nữ tu khác, nhất là Angela, tất nhiên quan tâm theo cách riêng của bà.
- Kurenai Ryusei: một võ sĩ đấm bốc xuất sắc và đẹp trai. Anh là người nắm giữ đai vô địch ở khu vực Viễn Đông. Một điều đáng lưu ý, Kurenai không chỉ là một võ sĩ mà còn là một chiêu đãi viên ở câu lạc bộ đấm bốc. Và với vẻ ngoài cùng với danh tiếng và tài nghệ của mình, anh cũng nhanh chóng trở thành một kẻ lừa tình siêu hạng. Xung quanh Kurenai luôn luôn là những cô gái xinh đẹp trẻ trung.

Về sau chúng ta được biết, dì Mizue của Angela nợ Kurenai 40 vạn yên, và Angela là người gánh món nợ đó. Trước tình hình này, Kosaku quyết định thách đấu với Kurenai, nếu thắng Angela sẽ được xóa nợ, bằng không thì nợ sẽ tăng gấp đôi.
- Akagi Keiji: một võ sinh cực kì tài năng và đầy tham vọng. Anh đã trở thành một võ sĩ chuyên nghiệp và anh chọn đối thủ là Kosaku trong trận đấu chuyên nghiệp đầu tiên của mình, Keiji quyết định hạ nốc ao Kosaku ngay trong hiệp thứ nhất. Tuy nhiên, Kosaku là một đối thủ mạnh hơn anh tưởng.
- Amashuka Jiro: Jiro là một võ sĩ đấm bốc hạng nhẹ. Trong một lần chạy bộ, Kosaku vô tình tung một cú đấm và ngay tức khắc đã hạ nốc ao Jiro. Đây là một điều sỉ nhục đối với Jiro. Vì vậy, khi nghe tin Kosaku có thể bị buộc giải nghệ vì thói ham ăn, anh đã thách đấu với Kosaku để đòi lại món nợ này trước khi quá muộn.
- Onimaru Kaipei: là một võ sĩ hạng bán trung lận đận. Vợ anh mở một tiệm cơ khí nhỏ và luôn mong chồng giải nghệ để cùng làm việc trong tiệm với mình. Kaipei thách đấu với Kosaku ngay khi nghe tin anh lên cân. Kaipei đã không ưa thói vô kỷ luật của Kosaku, hơn nửa đêm diễn ra trận đấu là đêm mà vợ anh sinh con. Kaipei quyết tâm giành một chiến thắng làm quà cho người vợ và đứa con mới sinh của mình.
- Matsuzaka Taro: là một võ sĩ đồng thời là một nhân viên khách sạn, đã từng đấu với Kosaku trong trận đánh thử sức Kosaku 4 năm về trước. Là một người tự cao tự đại, Taro thậm chí không đeo dụng cụ bảo vệ mặt khi thi đấu, kết quả là cú đấm trời giáng của Kosaku đã làm Taro bay mất hàm răng. Vì vậy, Taro quyết tâm luyện tập suốt 4 năm ròng để đòi lại món nợ này.
- Masayoshi Kurusu: trái với vẻ mặt lúc nào cũng cau có quạu quọ, thật ra Kurusu là một con người hiền lành và hay ngại ngùng sợ sệt. Ngay từ nhỏ, Kurusu đã bị bạn bè trêu chọc về việc này, vì vậy một người bạn thân của Kurusu khuyên anh học đấm bốc để trở nên dạn dĩ hơn. Cuối cùng, trong trận đấu với Kosaku, Kurusu đã vượt qua thói sợ sệt của mình. Anh đã có một trận đánh trên cả tuyệt vời.
- Yoshihiko: một thiếu niên sống ở vùng quê, đã bỏ học lên Tokyo để thực hiện ước mơ làm võ sĩ đấm bốc. Vì vậy Yoshihiko bị cha mẹ phản đối kịch liệt, và họ chỉ cho phép cậu làm võ sĩ khi cậu đã hạ nốc ao một võ sĩ ở Tokyo. Mục tiêu của Yoshihiko chính là Kosaku khi cậu biết điểm yếu háu ăn của anh và tìm mọi thủ đoạn để đánh bại anh. Tuy nhiên sau đó Yoshihiko dần cảm phục tài năng và nghị lực của Kosaku, điều này cũng giúp Yoshihiko củng cố quyết tâm theo nghiệp võ sĩ của mình.
- Takos Hachiro: một võ sĩ và là người bạn thân của Kosaku. Anh là một người Mexico sùng đạo Chúa, anh có một hình xăm Đức mẹ Maria trên bụng mình. Ước mơ của anh là ở lại Tokyo và kiếm tiền để xây cho mẹ anh một ngôi nhà. Cái tên Takos bắt nguồn từ chữ Tako có nghĩa bạch tuộc, và từ chữ Taco (tên một món ăn ở Mexico). Còn Hachiro là số 8, cũng là số chân của bạch tuộc.
- Yashamaru Hiroshi: người võ sĩ này có một cô bạn gái tên là Kana. Trong một lần cãi nhau, vì thiếu kiềm chế, anh cầm một cái hộp đánh vào mặt Kana và để lại cho cô ấy một con mắt tím bầm. Tức giận, Kana quyết định rời bỏ Hiroshi v theo đuổi Kosaku. Tệ hơn, Hiroshi nghe một tin đồn là hai người đã ăn ở với nhau. Đau xót tột cùng, Hiroshi quyết định thách đấu với Kosaku và dự định sau đó sẽ tự sát cùng với Kana. Tuy nhiên, sau trận đấu mọi hiểu lầm đã được hóa giải và Kana, nhận ra rằng mình vẫn rất yêu Hiroshi, lại quay về bên anh. Hiroshi có một điểm yếu là căn bệnh dạ dày luôn hành hạ mình.

Lại nói về cô bạn gái Kana của Hiroshi, cô cũng mắc chứng bệnh háu ăn giống Kosaku và Hiroshi rất không vừa ý về chuyện này. Vết bầm trên mặt Kana cũng xuất phát từ chuyện ăn kiêng này. Tuy nhiên sau đó Kana phát hiện ra rằng cô ăn nhiều như vậy là vi cô đã có thai với Hiroshi.
- Wakaoiji: một người đầu bếp đẹp trai nhưng nấu ăn dở tệ. Nguyên do là khi du học sang Italia, Wakaoiji đã bị vẻ đẹp của nó hút hồn và quên mất việc học. Vì vậy khi về nước và mở một nhà hàng, Wakaoiji không thể làm gì cả mà hoàn toàn giao phó cho Moshirita, người bạn du học cùng với mình. Không lâu sau việc này bị Angela phát hiện, nhưng với tấm lòng nhân hậu cô đã giúp đỡ Wakaoiji lấy lại tay nghề của mình.
- Sakura Manabu: anh là một trợ giáo dạy lớp sơ cấp tại một trường đại học tư thục. Vẻ ngoài trí thức và tính tình hiền lành, tốt bụng của Manabu khiến không ai ngờ anh có niềm đam mê với môn đấm bốc. Mặc dù là một đối thủ đáng ngại, nhưng phong cách của Manabu, theo lời anh nhận xét là "khá nhàm chán" và anh chưa bao giờ có một trận thắng nào mà hạ nốc ao đối thủ.

## Manga Cú đấm Phúc Âm
Ichi-Pondo no Fukuin là tác phẩm dài tập duy nhất của Takahashi Rumiko ra mắt độc giả lần đầu tiên trên tạp chí Young Sunday. Đây là tạp chí truyện tranh cứ 2 tuần thì ra 1 kì, và nó là tạp chí đã "đặt quan hệ ngoại giao" rất sớm với tác giả Rumiko, cụ thể là ngay những số đầu tiên của nó vào tháng 3 năm 1986. Ít lâu sau, năm 2007, truyện Hakari no ue no mayoeru kohitsuji (The Sinner and the Scale) đã ra mắt độc giả trong số thứ 9 của nó. Và trong cùng năm đó, các chương của Ichi-Pondo no Fukuin cũng xuất hiện trên Young Sunday.
Một điều hết sức đặc biệt là Ichi-Pondo no Fukuin cũng như các tác phẩm của Takahashi Rumiko đăng trên Young Sunday có phong cách hoàn toàn khác biệt so với đa số các tác phẩm trên tạp chí này. Lấy ví dụ như Short Program của Adachi Mitsuru và Birdy the Mighty của Yuuki Masami là các manga theo phong cách shonen; Peach của U-Jin và Sex của Kamijo Atsushi rõ ràng là hentai. Và trên các trang bìa của nó, hình ảnh các cô gái trong bộ bikini đầy khêu gợi xuất hiện thường xuyên hơn và nổi bật hơn hẳn hình các nhân vật manga. Vì vậy, không ngạc nhiên khi Ichi-Pondo no Fukuin cùng các "đồng tộc" của nó tỏ ra hơi "lạc lõng" trong thế giới của Young Sunday và nó có gặp một chút khó khăn trong thời gian đầu. Tuy nhiên, có lẽ Young Sunday thật sự xem Ichi-Pondo no Fukuin là một tác phẩm quan trọng trên tạp chí của họ, điều đó thể hiện rõ nét trên bìa của tạp chí trog những kỳ đăng Ichi-Pondo no Fukuin: những hình ảnh của tác phẩm này đã hoàn toàn thay thế các hình ảnh "truyền thống" của Young Sunday, thể như các biên tập viên cố tình đăng nó lên để quảng bá rộng rãi cho tác phẩm.

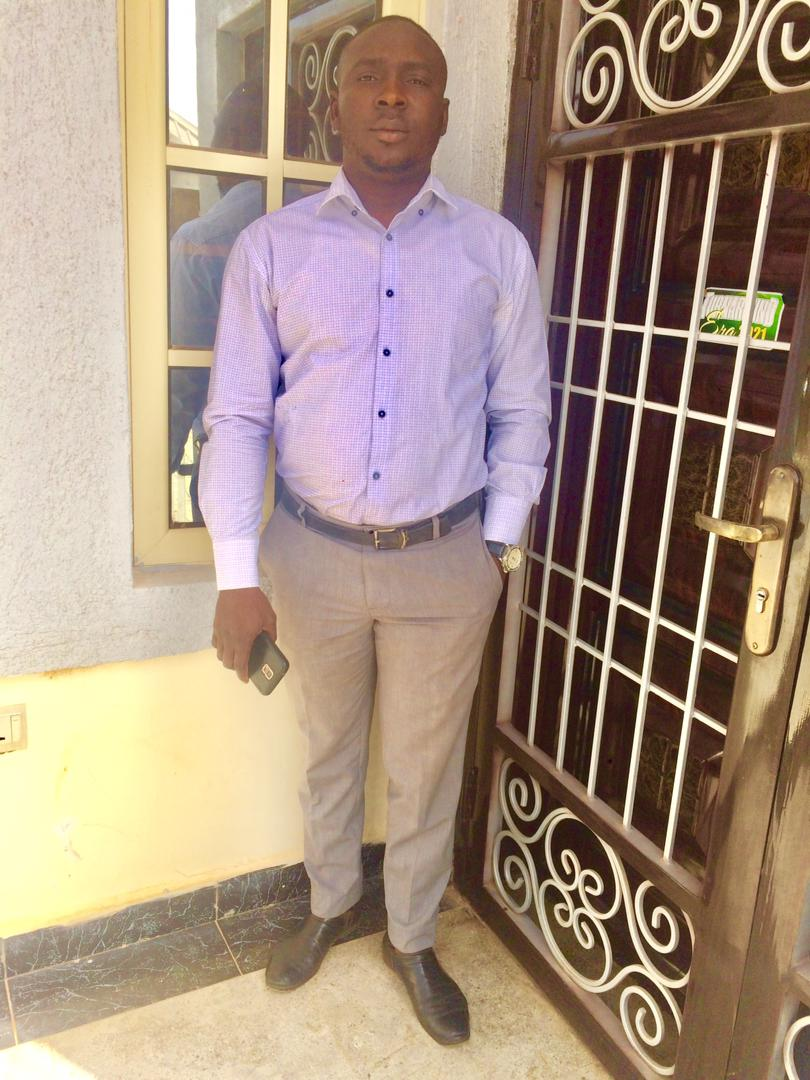
Đơn hành bản Cú đấm Phúc Âm tại Nhật Bản.

Sau khi các chương của Ichi-Pondo no Fukuin được đăng trên Young Shonen, các đơn hành bản của nó cũng bắt đầu ra mắt các độc giả. Giống như các manga khác, mỗi tập đơn hành bản Ichi-Pondo no Fukuin gồm 9-10 chương và tính tông cộng có 4 tập đơn hành bản như vậy. Tuy nhiên so với nhiều bộ truyện manga, Ichi-Pondo no Fukuin được xuất bản vô cùng rời rạc và bất quy tắc, vì vậy các fan hâm mộ Rumiko buộc phải đợi với một thời gian dài bất bình thường. Cụ thể là, thông thường, đối với 1 manga cứ 4 tháng sẽ ra mắt 1 tập đơn hành bản, tức là thời gian trung bình để tập hợp các chương của 1 tập đơn hành bản là 4 tháng, nhưng tập 4 của Ichi-Pondo no Fukuin mất tới gần một thập kỷ để hoàn tất (1998-2007)!

Bản tiếng Anh Cú đấm Phúc Âm phát hành tại Mỹ bởi Viz Media.

Cũng giống như các tác phẩm khác của "công chúa manga" Rumiko, Ichi-Pondo no Fukuin cũng được xuất bản trên nhiều quốc gia và được các độc giả mang nhiều quốc tịch đón nhận nồng nhiệt. Bản tiếng Anh của Ichi-Pondo no Fukuin được Viz Media, một công ty con của Shogakukan và Shueisha xuất bản tại Hoa Kỳ. Và, lại tương tự các manga khác của Rumiko Takahashi, cứ hai chương Ichi-Pondo no Fukuin thì được xuất bản trong một tháng, và các chương đó sẽ được tập hợp trong một tập giống như các đơn hành bản xuất bản ở Nhật. Các "đơn hành bản" kiểu Mỹ này nhìn chung là có chất lượng giống như người đồng nghiệp bên Nhật, có điều khổ giấy to hơn và in đẹp hơn. Về sau, Viz từ bỏ việc mỗi tháng xuất bản các tập sách Ichi-Pondo no Fukuin gồm hai chương mà làm theo cách xuất bản bên Nhật: cứ cách vài tháng họ ra mắt một tập Ichi-Pondo no Fukuin 9-10 chương gần giống như các đơn hành bản Nhật Bản.
Ngoài bản tiếng Anh do Viz Media thực hiện tại Hoa Kỳ, Ichi-Pondo no Fukuin cũng được xuất bản ở Đức, Italia và nhiều quốc gia khác nữa.

## Anime Cú đấm Phúc Âm
Tuy nhiên, nhiều người nhận xét rằng đáng lẽ ra Ichi-Pondo no Fukuin đã được phổ biến rộng rãi hơn rất nhiều nếu nó có một bộ Anime dài tập đàng hoàng. Thật vậy, Ichi-Pondo no Fukuin không được chuyển thể thành anime mà chỉ có một bộ OVA dài 50 phút được sản xuất vào năm 1988. Việc này đã góp phần khiến nhiều fan manga anime trẻ tuổi không biết tới tác phẩm này cho đến khi bộ phim truyền hình cùng tên được phát sóng vào năm 2008.
Lại nói về OVA Ichi-Pondo no Fukuin, bộ phim đã được thực hiện dưới sự chỉ huy tài tình của đạo diễn lừng danh Dezaki Osamu, hay còn được biết đến với biệt hiệu Makura Saki. Osamu là người đã làm đạo diễn cho bộ phim nổi tiếng cũng về đấm bốc Ashita no Joe, vì vậy ông đặc biệt thích thú với tác phẩm cùng chỉ đề này. Osamu nói:
"Tôi thích mối quan hệ giữa người võ sĩ đấm bốc và cô nữ tu. Tôi vừa tình cờ được đề nghị làm đạo diễn cho mối quan hệ này, nhưng tôi bị ràng buộc bởi các điều khoản trong hợp đồng và không thể sử dụng tên thật của mình. Do đó tôi phải sử dụng bút danh. Tôi rất thích việc nâng đỡ thế giới của Takahashi Rumiko."
Năm 1995, Viz Media đã thực hiện phát sóng bộ OVA phụ đề tiếng Anh trên kênh VHS. Và trong suốt một thời gian dài sau đó, không thấy Viz phát sóng OVA này thêm một lần nào nữa.
Cốt truyện của OVA đề cập đến trận đấu giữa nhân vật chính Kosaku với một võ sĩ tên là Amakusa Jiro.

## Bộ phim Cú đấm Phúc Âm
Năm 2007, trong khi các fan của "công chúa Manga" đang chờ dài cổ những chương cuối cùng của Ichi-Pondo no Fukuin, bất thình lình họ nhận được thông tin sẽ có một bộ phim dài tập về tác phẩm ra đời trong năm nay. Tuy nhiên, đó không phải là một bộ anime như mọi khi, mà là phim truyền hình dài tập (drama) giống như Nhà trọ Nhất Khắc chiếu năm 2006. Thật vậy, Ichi-Pondo no Fukuin đã được dựng thành một drama dài 9 tập, trình chiếu từ ngày 12 tháng 1 năm 2008 đến ngày 8 tháng 3 năm 2008 trên kênh NTV.
Các fan hâm mộ Rumiko được một phen bất ngờ khi nhân vật Kosaku lại do Kayuza Kamenashi - một diễn viên nổi tiếng với "giọng ca vàng" hơn là kỹ năng đấm bốc - thủ vai. Hơn thế nữa, cốt truyện cũng như hệ thống nhân vật của bộ phim có rất nhiều điểm khác với nguyên bản manga. Ví dụ nhân vật Mukoda lại trở thành một người phụ nữ có đứa con đang tuổi teen, nhân vật Mẹ bề trên Abbess không xuất hiện, và nữ tu Angela (do Meisa Kuroki thủ diễn) lại là một đứa trẻ mồ côi. Rất nhiều nhân vật mới chỉ xuất hiện trong phim và nhiều nhân vật trong manga lại hoàn toàn không thấy đâu.
Bộ phim đã được chấm 10,6 điểm theo thang Kanto.

### Tham gia làm phim
- Tác giả: Takahashi Rumiko.
- Biên kịch: Yuichi Fukuda.
- Đạo diễn: Toya Sato, Kyoji Otsuka.
- Sản xuất: Hidehiro Kono.